# Bahnstrecke Velmeden–Eichenberg
| Streckennummer: | 3921 (Velmeden–Großalmerode Ost) 3922 (Großalmerode Ost–Eichenberg) |                                           |                                           |
| Kursbuchstrecke (DB): | 259 (1973), 201e (bis 1970)                                         |                                           |                                           |
| Kursbuchstrecke: | 202m (1946)                                                         |                                           |                                           |
| Streckenlänge: | 25,03 km                                                            |                                           |                                           |
| Spurweite: | 1435 mm (Normalspur)                                                |                                           |                                           |
| |                                                                     |                                           |                                           |
| \| \| \| von Walburg (Hess-Nass) \| \| \| \| 0,00 \| Velmeden \| Velmeden \| \| \| \| nach Großalmerode West \| \| \| \| 2,61 \| Laudenbach (Kr. Witzenh) \| Laudenbach (Kr. Witzenh) \| \| \| \| Albslieder Tunnel (339 m) \| \| \| \| 6,61 \| Großalmerode Ost \| Großalmerode Ost \| \| \| 8,83 \| Uengsterode \| Uengsterode \| \| \| 11,00 \| Trubenhausen \| Trubenhausen \| \| \| 14,24 \| Hundelshausen \| Hundelshausen \| \| \| 19,40 \| Witzenhausen Süd \| Witzenhausen Süd \| \| \| \| Werra \| \| \| \| 20,53 \| Unterrieden \| Unterrieden \| \| \| \| von Hann. Münden \| \| \| \| \| von Bebra \| \| \| \| 25,03 \| Eichenberg \| Eichenberg \| \| \| \| nach Göttingen und nach Halle (Saale) Hbf \| \| |                                                                     |                                           |                                           |
| Strecke (außer Betrieb) |                                                                     | von Walburg (Hess-Nass)                   | von Walburg (Hess-Nass)                   |
| Bahnhof (Strecke außer Betrieb) | 0,00                                                                | Velmeden                                  | Velmeden                                  |
| Abzweig geradeaus und nach links (Strecke außer Betrieb) |                                                                     | nach Großalmerode West                    | nach Großalmerode West                    |
| Haltepunkt / Haltestelle (Strecke außer Betrieb) | 2,61                                                                | Laudenbach (Kr. Witzenh)                  | Laudenbach (Kr. Witzenh)                  |
| Tunnel (Strecke außer Betrieb) |                                                                     | Albslieder Tunnel (339 m)                 | Albslieder Tunnel (339 m)                 |
| Spitzkehrbahnhof links (Strecke außer Betrieb) | 6,61                                                                | Großalmerode Ost                          | Großalmerode Ost                          |
| Haltepunkt / Haltestelle (Strecke außer Betrieb) | 8,83                                                                | Uengsterode                               | Uengsterode                               |
| Bahnhof (Strecke außer Betrieb) | 11,00                                                               | Trubenhausen                              | Trubenhausen                              |
| Haltepunkt / Haltestelle (Strecke außer Betrieb) | 14,24                                                               | Hundelshausen                             | Hundelshausen                             |
| Bahnhof (Strecke außer Betrieb) | 19,40                                                               | Witzenhausen Süd                          | Witzenhausen Süd                          |
| Brücke über Wasserlauf (Strecke außer Betrieb) |                                                                     | Werra                                     | Werra                                     |
| Haltepunkt / Haltestelle (Strecke außer Betrieb) | 20,53                                                               | Unterrieden                               | Unterrieden                               |
| Abzweig ehemals geradeaus und von links |                                                                     | von Hann. Münden                          | von Hann. Münden                          |
| Abzweig geradeaus und von rechts |                                                                     | von Bebra                                 | von Bebra                                 |
| Bahnhof | 25,03                                                               | Eichenberg                                | Eichenberg                                |
| Strecke |                                                                     | nach Göttingen und nach Halle (Saale) Hbf | nach Göttingen und nach Halle (Saale) Hbf |

Die Bahnstrecke Velmeden–Eichenberg, auch Gelstertalbahn, war eine Nebenbahn in Hessen. Sie zweigte in Velmeden von der Bahnstrecke Walburg–Großalmerode West ab und führte über Großalmerode und Witzenhausen nach Eichenberg. Die 25 km lange Strecke wurde 1915 eröffnet und im Personenverkehr 1973 stillgelegt.

## Geschichte

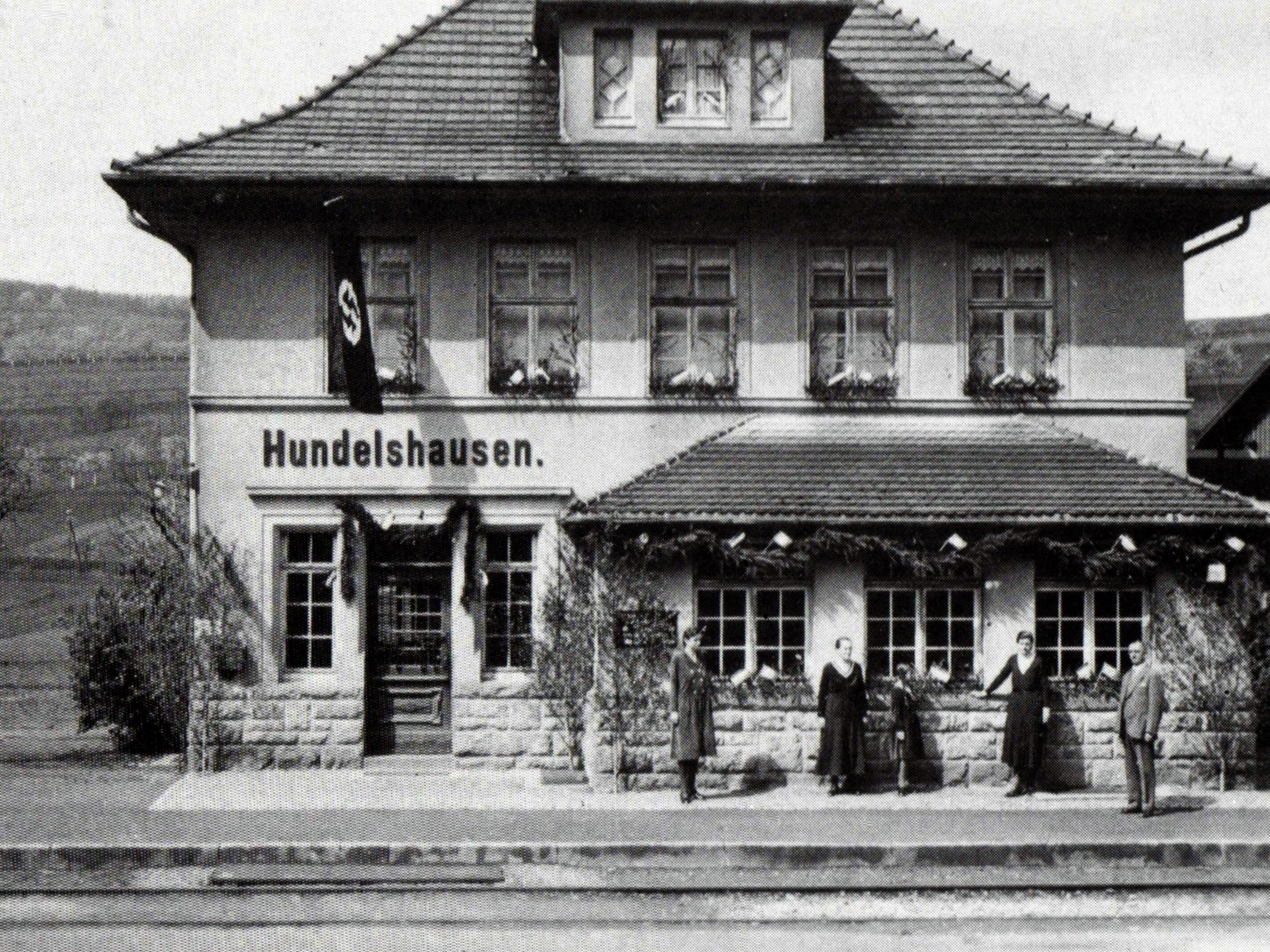
Der Bahnhof in Hundelshausen, 1930er Jahre

Eröffnet wurde die Nebenbahn am 15. Dezember 1915. Sie diente neben dem Personentransport auch dem Güterverkehr, vor allem für Braunkohle aus dem Nordhessischen Revier. Der Bahnhof Großalmerode Ost war als Spitzkehrenbahnhof angelegt. Bedeutende Bahnbauwerke waren der Albslieder Tunnel unter dem Osthang des Hohekopfes, das Viadukt über die Gelster und die Flut- und Flussbrücke über die Werra. Zahlreiche Anschlussbahnen führten zu benachbarten Industrieanlagen und Gruben.
Der Sommerfahrplan 1939 verzeichnete sieben Personenzugpaare im Durchlauf von Walburg (Hess-Nass) nach Eichenberg, sonntags verkehrten vier. Sie benötigten für die 25 Kilometer lange Strecke von Velmeden nach Eichenberg etwa 50 Minuten.

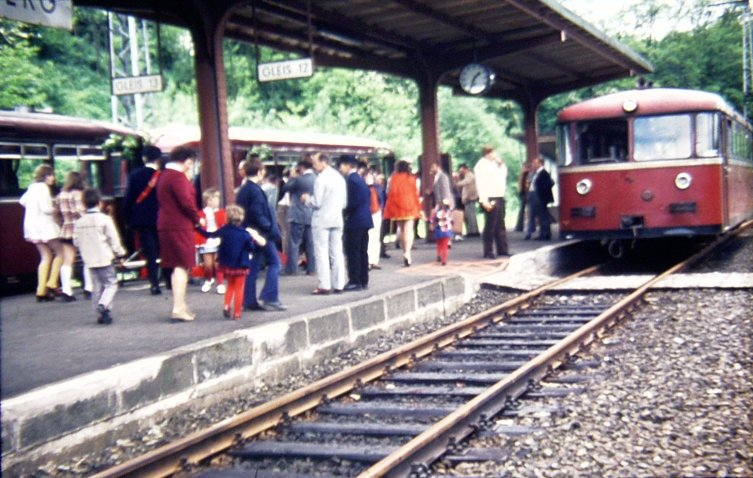
Reisezug Eichenberg–Walburg am letzten Betriebstag. (Eichenberg; 2. Juni 1973)

Der Personenverkehr wurde am 2. Juni 1973 eingestellt, gleichzeitig auch der Güterverkehr Velmeden–Großalmerode Ost. Der restliche Güterverkehr entwickelte sich ebenfalls stetig zurück. Nach einem Dammrutsch endete am 3. Juni 1981 der Verkehr zwischen Großalmerode Ost und Trubenhausen, am 31. Oktober 1984 wurde der Abschnitt von Trubenhausen bis Hundelshausen gesperrt, ab 28. Mai 1988 war die Strecke nur noch bis Witzenhausen Süd in Betrieb. Am 31. Dezember 2001 wurde auch der Restgüterverkehr von Eichenberg nach Witzenhausen Süd beziehungsweise zur Papierfabrik aufgegeben.

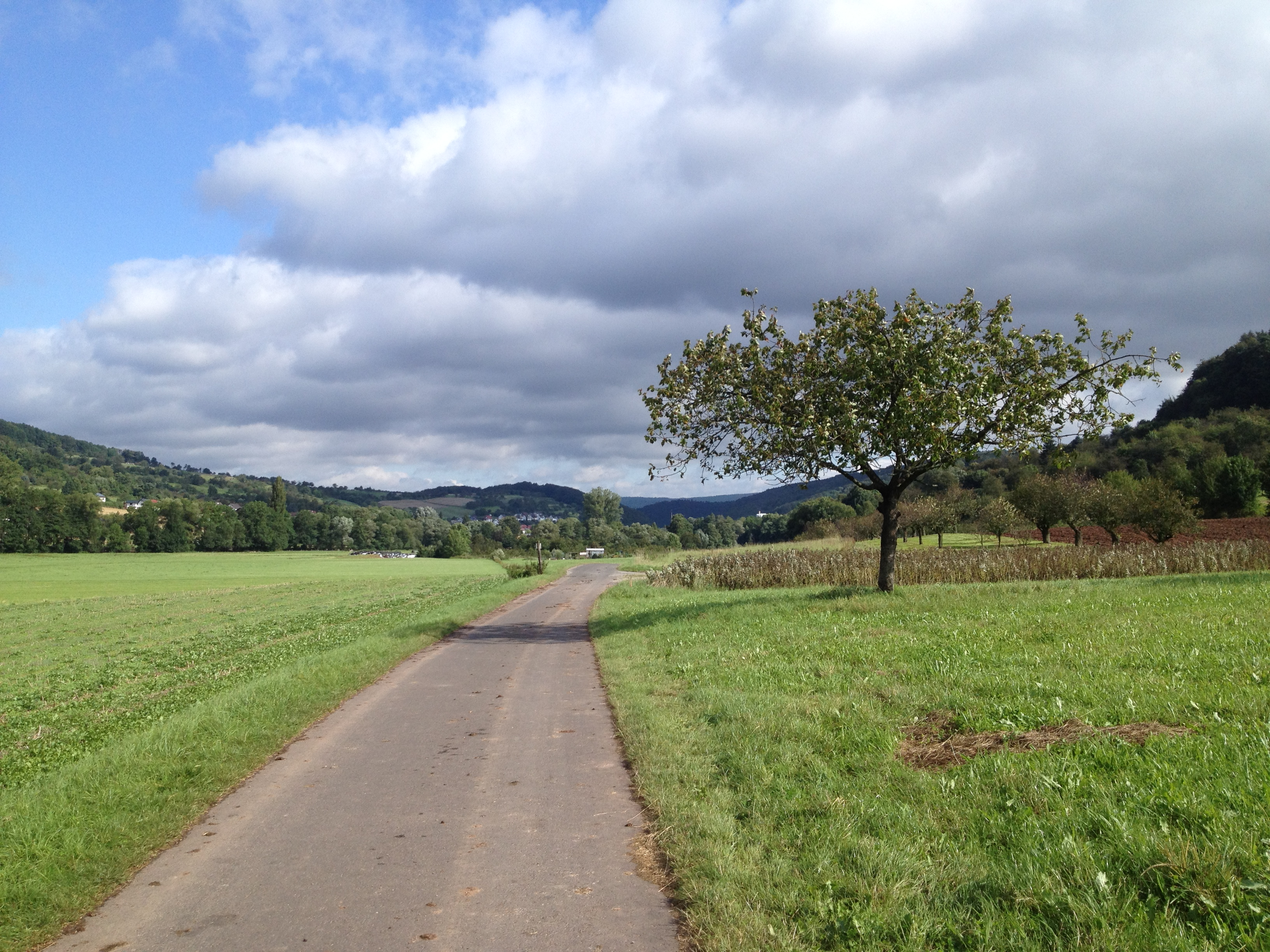
Radweg zwischen Hundelshausen und Trubenhausen

Anfang 2014 beantragte die DB Netz die Freistellung von Bahnbetriebszwecken des Bahnhofs Großalmerode Ost (Kilometer 5,736 bis 7,562, jeweils östlich der Brücke über die Bundesstraße 451).
Einige Abschnitte der Trasse, so zwischen Trubenhausen und Hundelshausen, werden als Radweg nachgenutzt. Sie sind Teil des Herkules-Wartburg-Radweges.